# Wahlen 1966
◄◄ | ◄ | 1962 | 1963 | 1964 | 1965 | Wahlen 1966 | 1967 | 1968 | 1969 | 1970 | ► | ►►

Weitere Ereignisse
Die Liste der Wahlen 1966 umfasst Parlamentswahlen, Präsidentschaftswahlen, Referenden und sonstige Abstimmungen auf nationaler und subnationaler Ebene, die im Jahr 1966 weltweit abgehalten wurden.

## Termine
| Land                             | Datum            | Link zur Wahl 1966                                        | Link zur vorigen Wahl | Bemerkungen         |
| -------------------------------- | ---------------- | --------------------------------------------------------- | --------------------- | ------------------- |
| Österreich                       | 6. März          | Nationalratswahl in Österreich                            | 1962                  |                     |
| Finnland                         | 20. und 21. März | Parlamentswahl in Finnland                                | 1962                  |                     |
| BR Deutschland                   | 27. März         | Bürgerschaftswahl in Hamburg                              | 1961                  |                     |
| Vereinigtes Königreich           | 31. März         | Britische Unterhauswahl                                   | 1964                  | vorgezogene Neuwahl |
| Gambia                           | 26. Mai          | Parlamentswahlen in Gambia                                | 1962                  |                     |
| Türkei                           | 5. Juni          | Wahl zum Senat der Türkei                                 | 1964                  |                     |
| Kenia                            | 11. Juni         | Parlamentswahl in Kenia                                   |                       | [ 1 ]               |
| BR Deutschland                   | 10. Juli         | Landtagswahl in Nordrhein-Westfalen                       | 1962                  |                     |
| Mauretanien                      | 7. August        | Präsidentschaftswahl in Mauretanien 1966                  |                       | [ 2 ]               |
| BR Deutschland                   | 6. November      | Landtagswahl in Hessen                                    | 1962                  |                     |
| Färöer                           | 8. November      | Løgtingswahl                                              | 1962                  |                     |
| Vereinigte Staaten               | 8. November      | Wahl zum Senat der Vereinigten Staaten                    | 1964                  |                     |
| Vereinigte Staaten               | 8. November      | Wahl zum Repräsentantenhaus der Vereinigten Staaten       | 1964                  |                     |
| Treuhandgebiet Pazifische Inseln | 8. November      | Parlamentswahlen im Treuhandgebiet Pazifische Inseln 1966 | 1965                  |                     |
| BR Deutschland                   | 20. November     | Landtagswahl in Bayern                                    | 1962                  |                     |
| Uruguay                          | 27. November     | Wahlen in Uruguay                                         | 1962                  |                     |
| Schweiz                          | 14. Dezember     | Bundesratswahl                                            | 1965                  |                     |